# Prima battaglia di Zhawar
La prima battaglia di Zhawar ebbe luogo nella provincia di Paktia tra settembre e ottobre del 1985, con l'obiettivo dei sovietici di annientare la locale base logistica dei mujaheddin situata a 3 chilometri dal confine con il Pakistan